# ويليام فورست
ويليام فورست (بالإنجليزية: William Forrest)‏ هو سياسي أسترالي، ولد في 11 يناير 1835 في ديري في أيرلندا الشمالية، وتوفي في 23 أبريل 1903 في بريزبان في أستراليا.